# Glasno, glasnije
Glasno, glasnije drugi je studijski album splitske heavy metal skupine Osmi putnik, kojeg 1987. godine objavljuje diskografska kuća PGP-RTB.
Materijal je sniman u studiju Vilović u Splitu od 23. ožujka do 1. travnja 1987. godine, dok su glasovi od 20. do 26. travnja 1987. godine snimani i miksani u studiju V PGP RTB-a u Beogradu. 
Glazbu i tekstove potpisuje Zlatan Stipišić Đibo, osim skladbe "Da mi je biti morski pas" za koju je glazbu napisao Mirko Krstičevič, a tekst Momčilo Popadić.
Aranžmane su potpisali Mirko Krstičević i Osmi Putnik, dok je producent bio Krstičević. U skladbi "Glasno, glasnije" gostuju nogometaši NK Hajduka iz Splita, a to su Zoran Vulić, Ive Jerolimov, Mladen Pralija i Stjepan Andrijašević.

## Popis pjesama
1. "Glasno,glasnije" (2:42)
2. "Ne ljubi me" (3:10)
3. "Čopor ide u raj" (4:20)
4. "Kriva" (3:14)
5. "Krive staze sam gazio" (3:54)
6. "Da mi je biti morski pas" (3:00)
7. "Žigolo" (3:03)
8. "I polako bolujem" (3:42)
9. "Šta je tebi" (3:32)
10. "Srce od kamena" (2:42)

## Osoblje
Osmi putnik
- Zlatan "Đibo" Stipišić - vokali
- Alen Koljanin - gitara
- Bojan "Božo" Antolić - gitara
- Davor "Dado" Gradinski - bas-gitara
- Miro "Marun" Marunica - bubnjevi

Ostalo osoblje
- Producent - Mirko Krstičević
- Aranžmani - Mirko Krstičević i Osmi Putnik
- Snimanje - studio Vilović, Split
- Snimatelj - Mirko Krstičević
- Snimanje glasova i miksanje - Studio V PGP RTB, Beograd (20. – 26. travnja 1987.)
- Snimatelj: Miki Todorović

## Vanjske poveznice
- Službene stranice Osmog putnika  Arhivirana inačica izvorne stranice od 31. siječnja 2009. (Wayback Machine) - Recenzija albuma